# Peter Christian Abildgaard
Peter Christian Abildgaard (22 de diciembre de 1740-21 de enero de 1801) fue un médico, veterinario y naturalista danés.
En 1773, a pedido de Johann Friedrich Struensee, Abildgaard funda la "Escuela Veterinaria de Christianshavn", una de las escuelas más antiguas de Europa, y donde la primera biblioteca se compuso de la propia colección de Abildgaard.
En 1858, la Escuela se muda a Frederiksberg, deviniendo finalmente en la Universidad Real Veterinaria y Agrícola, constituida actualmente en la Facultad de Ciencias Naturales de la Universidad de Copenhague.
Abildgaard funda luego la Sociedad de Historia Natural en 1789.

## Honores

### Eponimia
- (Cyperaceae) Abildgaardia Vahl[2]

- La abreviatura «Abildg.» se emplea para indicar a Peter Christian Abildgaard como autoridad en la descripción y clasificación científica de los vegetales.[3]